# Bundesamt für Infrastruktur, Umweltschutz und Dienstleistungen der Bundeswehr
Das Bundesamt für Infrastruktur, Umweltschutz und Dienstleistungen der Bundeswehr (BAIUDBw) ist eine Bundesoberbehörde im Geschäftsbereich des Bundesministeriums der Verteidigung (BMVg) und wurde am 1. August 2012 im Zuge der Neuausrichtung der Bundeswehr gegründet. Es ist fachlich im Wesentlichen der Abteilung Infrastruktur, Umweltschutz und Dienstleistungen (IUD) im Bundesministerium der Verteidigung unterstellt. Im BAIUDBw werden Aufgaben, die aus dem Bundesministerium der Verteidigung abgeschichtet wurden, des Weiteren Aufgaben aus dem bisherigen Bundesamt für Wehrverwaltung, dem Bundesamt für Wehrtechnik und Beschaffung, den Wehrbereichsverwaltungen, dem Streitkräfteunterstützungskommando sowie dem Streitkräfteamt und den diesem nachgeordneten militärischen Infrastrukturstäben zusammengeführt.

## Fakten
Im Bereich des Bundesamtes einschließlich seiner nachgeordneten Dienststellen werden in der Zielstruktur rund 21.400 Mitarbeiter tätig sein. Das BAIUDBw verfügt über rund 2.300 Angehörige, inklusive der rund 700 Mitarbeiter der sieben Kompetenzzentren Baumanagement an den Standorten Kiel, Hannover, Düsseldorf, Wiesbaden, Stuttgart, München und Strausberg, die Bestandteil des Amtes sind. Seinen Dienstsitz hat das BAIUDBw am Standort Bonn.
Dem Bundesamt unterstehen folgende Behörden
- Brandschutzamt der Bundeswehr in Sonthofen
- Verpflegungsamt der Bundeswehr in Oldenburg
- 42 Bundeswehr-Dienstleistungszentren
- 8 Bundeswehrverwaltungsstellen im Ausland
- Einsatzwehrverwaltungsstellen

Mit der Außerdienststellung der ehemaligen Wehrbereichsverwaltungen am 30. Juni 2013 wurde somit ein zweistufiger Behördenaufbau vollzogen.

## Zuständigkeiten
Das BAIUDBw trägt die Verantwortung für alle zentralen Aufgaben aus den Bereichen Infrastruktur, gesetzliche Schutzaufgaben, Finanzen und Controlling sowie Dienstleistungen und Recht. Die Aufgaben werden in zivil-militärisch gemischten Strukturen wahrgenommen. Auch stellt das Amt diese Unterstützungsleistungen für die Einsätze im Ausland sicher, verfügt über Schnittstellen zu den Bereichen Personal, Ausrüstung, Haushalt und Recht und vertritt im Rahmen seiner Zuständigkeit die Interessen der Bundeswehr gegenüber anderen Nationen, Bundesländern, Verbänden und der Wirtschaft. Das BAIUDBw ist auch Schutzbereichbehörde gemäß § 9 Abs. 3 Schutzbereichgesetz.
Die sieben regionalen Kompetenzzentren für Baumanagement sind zuständig für Infrastrukturangelegenheiten und regionale Schutzaufgaben in ihren jeweiligen Zuständigkeitsbereichen. Sie bilden die Schnittstelle zur Landesbauverwaltung, zur Bundesanstalt für Immobilienaufgaben und den Bundeswehr-Dienstleistungszentren. Die Kompetenzzentren sind regionaler Garant für die „Infrastruktur aus einer Hand“. Sie führen Infrastrukturmaßnahmen im örtlichen Zuständigkeitsbereich mit zivil-militärisch besetzten Teams durch, nehmen gegenüber der Bauverwaltung der Länder und Gemeinden die Bauherrenrolle ein und sind Ansprechpartner der Nutzer vor Ort.
Das BAIUDBw verfügt darüber hinaus über ein Kompetenzzentrum Travel Management (KompZ TM Bw) für Reiseplanung, Reiseabrechnung, Trennungsgeld- und Umzugsbearbeitung in Bonn sowie für die Abrechnung von Reisekosten, Umzugskosten und Trennungsgeld in den Standorten Kiel, Hannover, Hamm/Münster, Landsberg am Lech und Leipzig.
Mit dem neuen Amt wurden nach Auffassung des Bundesverteidigungsministeriums klare Zuständigkeiten im Organisationsbereich IUD geschaffen und Schnittstellen sowie Doppelstrukturen abgebaut. Fachliche und organisatorische Kompetenzen wurden zusammengeführt. Etwa zehn Prozent der Dienstposten werden von Soldaten besetzt. Dies soll Synergien schaffen, Abstimmungen vereinfachen und die fachlichen Verantwortlichkeiten stärken.

## Aufbauorganisation
Das Amt gliedert sich in einen Leitungsstab und sieben Abteilungen (Abteilungsleiter):
- Leitungsstab: Organisationsstrategie, Personalstrategie, Rechtsberatung, Strategie, Controlling, Planung, Presseinformationszentrum,
- Zentrale Angelegenheiten: Organisation und Dienstaufsicht über den nachgeordneten Bereich des BAIUDBw, zentrale Aufgaben für den Organisationsbereich Infrastruktur, Umweltschutz und Dienstleistungen
- Personal und Sicherheit: Bedarfsträger Personal zivil, Personalbearbeitung militärisch, Aus- und Fortbildung
- Finanzen und Controlling: Controlling, Wirtschaftlichkeitsuntersuchungen und zentrales Rechnungswesen für die gesamte Bundeswehr
- Infrastruktur: Infrastrukturhaushalt, Infrastrukturplanung und -bereitstellung im Inland sowie in den Einsatzgebieten im Ausland, Steuerung Liegenschaftsbetrieb (Leitung: Brigadegeneral Michael Adolf Tegtmeier)[6]
- Gesetzliche Schutzaufgaben: Arbeitsschutz, Umweltschutz, Gefahrgutwesen, öffentlich-rechtliche Aufsicht und Brandschutz[6]
- Dienstleistungen und EinkaufBw IUD: Verpflegung/bewirtschaftete Betreuung, Vergabestelle für dezentrale Beschaffungen, Rechtsangelegenheiten und Travel Management
- Fachaufgaben Bundeswehr: Regelungsmanagement/Bürokratieabbau, Operative Führungsaufgaben, Fachinformationszentrum

Am 4. April 2024 kündigte der Bundesminister der Verteidigung Boris Pistorius an, im BAIUDBw eine Abteilung Fachaufgaben Bundeswehr einzuführen, die dem Bundesministerium der Verteidigung direkt unterstellt wird.

## Präsidenten
Erster Präsident des Bundesamtes war der vorherige Leiter des Bundesamtes für Wehrverwaltung, Matthias Leckel. Er übergab das Amt zum 2. Januar 2017 an seine Nachfolgerin Präsidentin Ulrike Hauröder-Strüning, die mit Ablauf März 2023 in den Ruhestand trat. Ihr folgte Roland Börger nach. Das Amt des Präsidenten ist in Besoldungsgruppe B 9 der Bundesbesoldungsordnung B eingruppiert.